# Kurt Carlsen (schip, 1953)
De Kurt Karlsen is een gemotoriseerde spitsgatsloep die tijdens de operationele tijd, van 1953 tot 1990, als reddingboot voor de Koninklijke Noord- en Zuid-Hollandsche Redding-Maatschappij heeft gevaren vanuit Noordwijk aan Zee en daarna als varend monument werd gerestaureerd. 
De boot werd aan de reddingmaatschappij geschonken door Bernard van Leer, de toenmalige directeur eigenaar van de Van Leer's Vatenfabriek.
In 2013 werd de boot gerestaureerd. In 2022 werd de gerestaureerde Redschuur in Katwijk aan Zee de tijdelijke ligplaats. Dat is het voormalige boothuis van de KNRM dat daar onderdak bood aan een identieke reddingsboot als de Kurt Carlsen.

## Ontwerp
De boot is samen met de lanceer- of bootwagen in Denemarken ontworpen. Het ontwerp stamt uit 1922. Het diende er in te voorzien dat overkomend zeewater binnen een aantal seconden weg moest lopen via 6 verticale loosgaten, rechtstreeks van dek naar bodem en via vier looskleppen in elke boordzijde moest worden afgevoerd. De boot was daarmee echter niet zelfrichtend.

## De sloep
In Nederland werden er na de oorlog uiteindelijk 13 van dit ontwerp gebouwd bij de gebroeders Taat in Katwijk. 
De boot is overnaads gebouwd op teakhouten spanten met kopergeklonken, teakhouten gangen. Het potdeksel is ook van teak. Het berghout evenals de afwerking rond de looskleppen is van grenen.
De fenderband langs de beide boorden fungeert als stootkussen en dient ook ter vergroting van het drijfvermogen. Deze was van kurk, dat was overtrokken met linnen en is na de restauratie van schuim, overtrokken met polyester doek. De voor- en achterpiek en de banken in de kuip zijn volgestopt met schuim. De boot is daardoor wel onzinkbaar.
Om de schroef vrij te houden van de bodem is die ingebouwd in een tunnel. Het roer is ophaalbaar. 
Na de bouw werd in het gebruik nog een buiskap gemonteerd, een radarreflector op een korte mast in de voorkuip, een marifoon en een radarinstallatie.

## De motor
De motor wordt indirect gekoeld via een warmtewisselaar die ingebouwd zit in de bodem, tussen de twee kielbalken. De brandstoftank zit in de voorpiek onder het voordek. 

## De tractor
De tractor is van het merk Caterpillar, type D4, en droeg de naam Zee egel. Voor dit specifieke gebruik is de tractor waterdicht gemaakt met uitlaat en luchtinlaten boven op de motorkap. De bestuurder kan als dat nodig is tot zijn borst in het water zitten. Er zijn twee tractoren in gebruik geweest. 

## De lanceerwagen
De originele standaard lanceerwagen is een ingenieuze constructie die nogal wat mankracht vergt. Het kielvlak van boot is volkomen recht (horizontaal) en de boot staat op de lanceerwagen op rollen. De tractor duwt de wagen met de boot in zee tot voldoende diepgang is bereikt. Dan laat men tegelijkertijd de boot naar voren kantelen, gooit de verbindingen tussen wagen en boot los op vier plaatsen en de tractor rijdt achteruit en trekt via lanceerlijnen de boot het water in. Daarbij moet voorkomen worden dat een golf de boot optilt en deels van de wagen af duwt.
Voor een lancering zijn alleen aan boord minstens 4 tot 5 mensen nodig, met daarbij een goede coördinatie tussen schipper, bemanning en tractorbestuurder en enkele mensen voor begeleiding op het strand.